# Amphoropsyche ayura
Amphoropsyche ayura is een schietmot uit de familie Leptoceridae. De soort komt voor in het Neotropisch gebied.